# Urszula Ledóchowska
Svatá Urszula Ledóchowska (rozená Julia Ledóchowska; 17. dubna 1865 – 29. května 1939) byla polská šlechtična, řeholnice, učitelka a vychovatelka. Původně byla uršulinkou Římské unie, později založila Kongregaci sester uršulinek Srdce Ježíše Umírajícího (tzv. šedých uršulinek), jichž byla první generální představená (1920-1939).

## Život

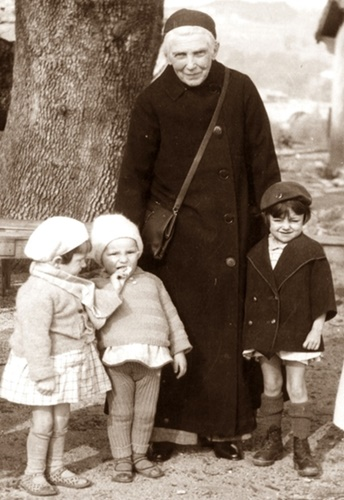
Svatá Urszula s dětmi

V roce 1886 vstoupila do krakovského kláštera voršilek. Od roku 1907 vedla dívčí internát v Petrohradě. V roce 1920 založila Kongregaci sester uršulinek Srdce Ježíše Umírajícího (podle barvy jejich hábitu nazývané „šedé uršulinky“), jichž byla první generální představená (1920-1939).

## Kanonizace
Zemřela v pověsti svatosti během své návštěvy v Římě. Papež sv. Jan Pavel II. ji během své návštěvy Polska blahořečil (bylo to první blahořečení na území Polska). 18. května ji sv. Jan Pavel II. svatořečil.

## Příbuzenstvo

Rodový erb Ledóchowských

Jejími rodiči byli polský šlechtic a rakouský důstojník Antoni Ledóchowski (1823-1885) a jeho žena Józefina (1831-1909), dcera švýcarského rytířského rodu Salis-Zizers. Její starší sestrou je „Matka Afriky“ a zakladatelka klaweriánek, bl. Maria Teresa Ledóchowska (1863-1922), bratry pak Włodzimierz Ledóchowski (1866-1942), 26. generál jezuitů, a generál Ignacy Ledóchowski (1871-1945). Jejím strýcem byl Mieczysław kardinál Ledóchowski (1822-1902).